# Бурж (женский баскетбольный клуб)
«Бурж» — женский баскетбольный клуб из города Бурж, который находится во Франции. Является одним из сильнейших клубов Франции и Европы последних двух десятилетий.

## Титулы
- Чемпион Евролиги: 1997, 1998, 2001
- Серебряный призёр Евролиги: 2000
- Бронзовый призёр Евролиги: 2013
- Чемпион  Франции: 1995, 1996, 1997, 1998, 1999, 2000, 2006, 2008, 2009, 2011, 2012, 2013, 2018
- Серебряный призёр чемпионата Франции: 2014
- Обладатель Кубка Франции: 1990, 1991, 2005, 2006, 2008, 2009, 2010, 2014, 2017, 2018, 2019
- Обладатель Кубка Ронкетти: 1995
- Обладатель Кубка Европы: 2016, 2022